# Proagonistes ufens
Proagonistes ufens là một loài ruồi trong họ Asilidae. Proagonistes ufens được Walker miêu tả năm 1849. Loài này phân bố ở vùng nhiệt đới châu Phi.